# Viola chelmea
Viola chelmea (лат.) — травянистое растение, вид двудольных растений рода Фиалка (Viola) семейства Фиалковые (Violaceae). Ареал — юго-восточная Европа.

## Ботаническое описание
Многолетнее травянистое растение высотой от 2,5 до 8 сантиметров. Бесстебельное растение, образует короткое, деревянистое и толстое корневище, уходящее вертикально в почву. Не образует столонов. На этой более или менее вертикально расположенной основной оси по бокам развивается большое количество таких же короткочерешковых, сильных вертикальных или восходящих ветвей, которые, как и корневища, стоят вместе, как гребенчатые ветви, и несут на своих концах розетки листьев.
Листья, расположенные в базальных розетках, делятся на черешок и листовую пластинку. Черешок относительно длинный, 4–5 сантиметров в длину, и долго сохраняется в зрелых листьях, так что длинные кожные остатки черешка прошлогодних листьев можно увидеть повсюду под новыми листьями на старых экземплярах, что придаёт растениям характерный вид. Простые листовые пластинки длиной 1–3,5 см и шириной 0,5–2 см, со слабо сердцевидным или треугольным широколанцетным основанием. Бахрома узколанцетных чашелистиков несколько короче, чем ширина чашелистиков.
Листья и цветоножки оттопыренно волосистые; опушение зависит как от сезона, так и от популяции; весенние листья менее волосистые, чем летние, а в популяциях на юге Греции экземпляры в Пелопоннесе были более волосистыми, чем в Эвбее. В пазухах листьев расположены стебли соцветий длиной от 3 до 5 сантиметров, каждый из которых имеет два прицветника ниже центра. На верхнем конце стебля соцветия обычно находится несколько цветков.
Цветки гермафродитные, без запаха, зигоморфные, пятилепестковые с двойным околоцветником длиной около 10 мм. Цветки имеют изогнутый вверх шпорец длиной 3–5 мм, который темнее венчика. Цвет лепестков варьируется в зависимости от разновидности. Образцы с Пелопоннеса пурпурные, а на Эвбее — от бледно-сине-фиолетовых до почти белых и с яркими отметинами. У подвида Viola chelmea subsp. vratnikensis различные белые формы также часто наблюдались в суб-адриатическом Оржене в Черногории, а также у разновидности Viola chelmea var. vilaensis в Кучской краине на границе с Албанией. Для типового экземпляра Viola chelmea subsp. vratnikensis в Велебите, напротив, характерны пурпурные цветки с нечёткими жилками. Стилодий у основания изогнут, без придатков на верхнем конце и сливается с коротким, горизонтальным или более направленным вверх клювом рыльца, завязь в основном голая. Плодоножки прямостоячие.
Тяжелые и голые плоды-коробочки клейстогамных цветков расположены на 2–3-см цветоножках. В плодах обычно содержится от трёх до шести семян с крупным фуникулом. Семена белые в сухом состоянии и имеют отчётливую маслянистую элайосому. Длина семян 2,4–2,7 мм, наибольшая ширина — 1,3–1,5 мм.
Число хромосом 2n = 20.

## Экология и фенология
В течение вегетационного периода также регулярно образуются клейстогамные цветки, которые раскрываются в течение всего года в зависимости от благоприятных условий. Вид образует клейстогамные цветки весной и цветёт с мая по начало июня, в зависимости от местоположения. Хотя экземпляры растения преимущественно встречаются на высотах более 1000 метров, они цветут уже в начале июня, что наблюдал Николаус Борнмюллер в 1928 году на Челмосе на высотах от 1900 до 2200 метров.
Семена распространяются муравьями (мирмекохория), поскольку они любят есть питательный отросток (элайосому). Муравьи переносят семена на большие расстояния и тем самым способствуют распространению Viola chelmea.

## Распространение и среда обитания
Viola chelmea — реликтовое горное растение безлесной зоны средиземноморских гор юго-восточной Европы, распространённое фрагментарными популяциями на территории горных групп от Греции, Албании, Северной Македонии, Черногории, Боснии и Герцеговины до Хорватии. Viola chelmea адаптирована в своём ареале к сухому климату и местоположению и тем самым отличается от всех других европейских видов фиалок секции Viola. Как один из морфологически более оригинальных видов, она является единственным европейским представителем так называемой группы Lignosae Becker. Как особенность рода, отдельные эндемичные виды Lignosae среди евразийских фиалок также демонстрируют очень низкую вариабельность в целом. Из-за редкости этого вида его таксономия, морфологические и экологические характеристики изучены недостаточно.
Вид имеет неравномерное, но довольно обширное распространение. Его юго-восточный европейский ареал (Viola chelmea subsp. chelmea) включает в себя части гор Пинд, Пелопоннес и, более изолированные от восточного побережья материковой Греции, остров Эвбея, а у подвида vratnikensis — более или менее прибрежные Динарские горы между Хорватией и северной Албанией. Популяции также собраны в Македонии (Ябланица).
Viola chelmea — светолюбивое, глубоко укореняющееся растение. Произрастает на осыпях или каменистых склонах в карстовых горах Западных Балкан. Заселяет солнечные осыпи и сухие известковые луга на высоте от 1400 до 2200 метров, в небольшой тени молодых сосен.
На северной границе ареала, в Хорватии, произрастает на высоте 500–700 м, в отличие от номинативной формы, которая встречается в Греции на высоте 1300–2200 м, выше линии деревьев.
В целом, вид Viola chelmea регулярно встречается на больших высотах известняковых гор, но очень редок, особенно на северной границе своего распространения в Велебите. Viola chelmea имеет широкую экологическую амплитуду в плане своих ассоциаций. Помимо чисто каменистых участков на сырых гумусовых почвах, где она встречается как пионерное растение, она ассоциируется с Primula elatior, Muscari botryoides и Betonica alopecuros на более крутых склонах и гребнях у верхней линии деревьев. На лугах встречается вместе с Betonica serotina.

## Таксономия

### Дочерние таксоны
Согласно данным POWO на март 2024 года вид имеет два подвида:
- Viola chelmea subsp. chelmea
- Viola chelmea subsp. vratnikensis Gáyer & Degen
  - = [syn.  Viola vilaensis Hayek]